# Жълта мъртва коприва
Жълта мъртва коприва (Lamiastrum galeobdolon) е многогодишно растение от семейство Устноцветни.

## Описание
Стъблото е изправено с дължина от 15 до 60 cm. Листата са яйцевидни, грубо назъбени с размери 3 – 8 Х 2 – 6 cm.
Чашката е зъбчата, венчето е яркожълто с кафеникави петна. Тръбицата е права с пръстенче от власинки от вътрешната страна.

## Местообитание
Расте по сенчести места в гори.